# 쿼크익스프레스
쿼크익스프레스(QuarkXPress)는 쿼크(Quark, Inc.) 사에서 만든 전자출판 프로그램이다.

## 개요
1987년 맥킨토시 컴퓨터용으로 처음 출시되었으며, 위지위그(WYSIWYG) 방식의 편집 기능에다 출판분야의 전문적인 기능까지 지원함에 따라, 포스트스크립트와 함께 전통적인 출판환경이 탁상출판(DTP) 또는 전자출판 환경으로 전환하는데 있어 큰 공헌을 한 제품으로 평가받는다. 한국에서는 1990년대 상륙하여 워드프로세서로 작성한 문서가 최첨단이던 출판환경을 편집자가 생각한 내용대로 책을 만드는 위지위그 환경으로 발전시켰다. 현재도 쿼크는 출판사에서 애용되고 있다.

## 역사
QuarkXPress에 대항하기 위해, 어도비 시스템즈에서 앨더스(Aldus)의 페이지메이커(PageMaker)를 인수하여 추격했으나, 고유의 기능 뿐만 아니라 이미 수많은 외부개발자들을 확보하고 다양한 XTensions 솔루션 그러니까 수식 편집기 등의 다양한 기능들을 쓸 수 있는 솔루션을 제공하는 QuarkXPress에게 참패를 한다. 어도비 시스템즈는 그 뒤, QuarkXPress에 본격적으로 대응하기 위해 페이지메이커 후속 제품으로 완전히 새로운 제품인 인디자인을 출시하게 된다. 1999년 출시된 인디자인 1.0은 느린 속도에다 많은 기능적인 제약과 문제점이 있었으나, 2002년 출시된 인디자인 2.0 이후부터는 급속히 성장하게 되며, 매킨토시 컴퓨터가 Mac OS X 환경으로 전환되는 과정에서 QuarkXPress는 결국 인디자인에게 전 세계 DTP 시장의 선두자리를 내주고 만다.
- 쿼크익스프레스 1 (1987년) - MacOS 전용.
- 쿼크익스프레스 2 (1989년) - 프랑스어, 독일어 지원을 포함한 버전.
- 쿼크익스프레스 2.1 (1989년) - 사용자 정의 커닝 표와 같은 기능 강화.
- 쿼크익스프레스 3 (1990년) - 측정 팔레트, 라이브러리 지원이 추가된 최초의 버전.
- 쿼크익스프레스 3.1 (1992년) - 마이크로소프트 윈도우용으로 개발된 최초의 버전.
- 쿼크익스프레스 3.2 (1993년) - 애플스크립트와 색 관리 지원을 추가한 최초의 버전.
- 쿼크익스프레스 3.3 (1996년) - PPC를 네이티브로 지원한 최초의 버전. 최초의 패스포트 버전 (선택 사항).
- 쿼크익스프레스 3.32 (1996년) - QuarkImmedia 지원. 윈도 3.x에서 동작하는 마지막 버전임. (설치할 때 Win32 요구).
- 쿼크익스프레스 4.0 (1997년) - 팝업 도구, 탭 대화 상자에 대한 인터페이스 개선이 있었음. 윈도 3.x를 더 이상 지원하지 않음.
- 쿼크익스프레스 4.1 (1999년) - PDF와 XML을 지원하는 최초의 버전.
- 쿼크익스프레스 5 (2002년) - HTML을 내보내고 표를 제공하는 최초의 버전.
- 쿼크익스프레스 서버 (QuarkDDS) 공개.
- 쿼크익스프레스 6 (2003년) - OS X을 지원하는 최초의 버전.
- 쿼크익스프레스 6.1 (2004년) - 액셀 가져오기 필터를 갖춘 최초의 버전.
- 쿼크익스프레스 6.5 (2004년) - 문서 객체 모델과 사진 리터치 기능을 지원하는 최초의 버전.
- 쿼크익스프레스 7 (2006년) - 오픈타입, 유니코드, PDF/X, 그림자/투명도, JDF 및 합성 영역을 지원하는 최초의 버전.
- 쿼크익스프레스 7.01 (2006년 8월 8일) - 인텔 맥을 네이티브로 지원하고, PPML도 지원하는 최초의 버전.
- 쿼크익스프레스 7.02 (2006년) - 패스포트에 언어 지원 추가.
- 쿼크익스프레스 7.1 (2007년 1월 9일) - 성능 개선 (프로그램 정보).
- 쿼크익스프레스 7.2 (2007년) - 윈도우 비스타를 지원하는 최초의 버전. 언어 몇 개 더 추가 (프로그램 정보).
- 쿼크익스프레스 7.3 (2007년 7월 23일) - 사용자 인터페이스 언어 번역 및 PDF 지원 개선. 성능 및 안정성 개선. (프로그램 정보).
- 쿼크익스프레스 7.31 (2007년 11월 13일) - 윈도우 비스타 인증, 맥 OS X v10.5 (레퍼드) 지원. 철자 검사 강화 (프로그램 정보).
- 쿼크익스프레스 7.4 (2008년) - 비공식 출시버전. QPS 고객 전용.
- 쿼크익스프레스 7.5 (2008년) - 버그 수정판이며 쿼크 8 출시 후 공개됨.
- 쿼크익스프레스 8 (2008년) - 새로운 UI, 드래그 앤 드롭 지원, 직접 이미지 이용, 사용자 지정 광학 여백 정렬, 여러 개의 베이스라인 그리드, 동아시아어 지원, 플래시 저작 기능 내장.
- 쿼크익스프레스 8.01 (2008년) - 철자 검사 강화
- 쿼크익스프레스 8.02 (2009년) - 5개의 새로운 언어와 새로운 팬톤 라이브러리들.
- 쿼크익스프레스 8.5 (2010년 11월) - 마이크로소프트 워드의 새로운 파일 포맷인 .docx 포맷을 지원하고, QuarkXPress 자동 업데이트 기능을 내장. 기존 QuarkXPress 8.x 사용자들에게는 무상 업데이트로 제공됨.

## 같이 보기
- 어도비 인디자인
- 스크라이버스
- 마이크로소프트 퍼블리셔